# Blakea jativae
Blakea jativae är en tvåhjärtbladig växtart som beskrevs av John Julius Wurdack. Blakea jativae ingår i släktet Blakea och familjen Melastomataceae. Inga underarter finns listade i Catalogue of Life.